# Auenschutzgebiet Maggia
Das Auenschutzgebiet Maggia ist eine Flusslandschaft im Schweizer Kanton Tessin und ein Naturschutzgebiet von internationaler Bedeutung. Es ist seit 1992 im Bundesinventar der Auengebiete von nationaler Bedeutung verzeichnet und seit 2010 durch ein Schutzdekret geschützt. Die Flussaue ist zudem mit dem Bergmassiv auf der Ostseite des Maggiatals als Vogelschutzzone «Valle Maggia» des Netzwerks Important Bird Area ausgewiesen.
Die Auenzone in diesem Bergtal ist eine der am besten erhaltenen, fast ungestörten Schwemmlandschaften in der Schweiz, wo sich die natürliche Fliessdynamik der Gewässer und die Sukzession der Arten in den Pionier-Pflanzengemeinschaften frei entfalten kann.

## Landschaft
Der Name des Schutzgebiets bezieht sich auf den Fluss Maggia, an dessen Mittellauf das wilde, kaum durch künstliche Bauwerke beeinträchtigte Flussbett im breiten Talboden liegt. Der etwas mehr als vier Quadratkilometer grosse, lange Bereich der Flussaue im Maggiatal erstreckt sich über 13 Kilometer den Fluss entlang in den Gemeinden Cevio und Maggia.
Das im Schutzgebiet liegende Land umfasst neben dem Flussbett und den verzweigten Seitenarmen viele Kiesinseln und Schotterflächen, Sandböden, trockene Wiesen, Bereiche mit Auwald, Tümpel, Feuchtgebiete und extensiv genutzte Landwirtschaftsflächen. Zwischen Lodano und Maggia enthält die Auenlandschaft eine Zone mit einem besonders gut ausgebildeten Feuchtgebiet, das als Naturschutzgebiet Lanca Saligin auch im Bundesinventar der Amphibienlaichgebiete von nationaler Bedeutung verzeichnet ist. Südöstlich von Someo ist das Randgebiet der Flussaue auch als Naturschutzgebiet Da l’Ovi ausgewiesen.

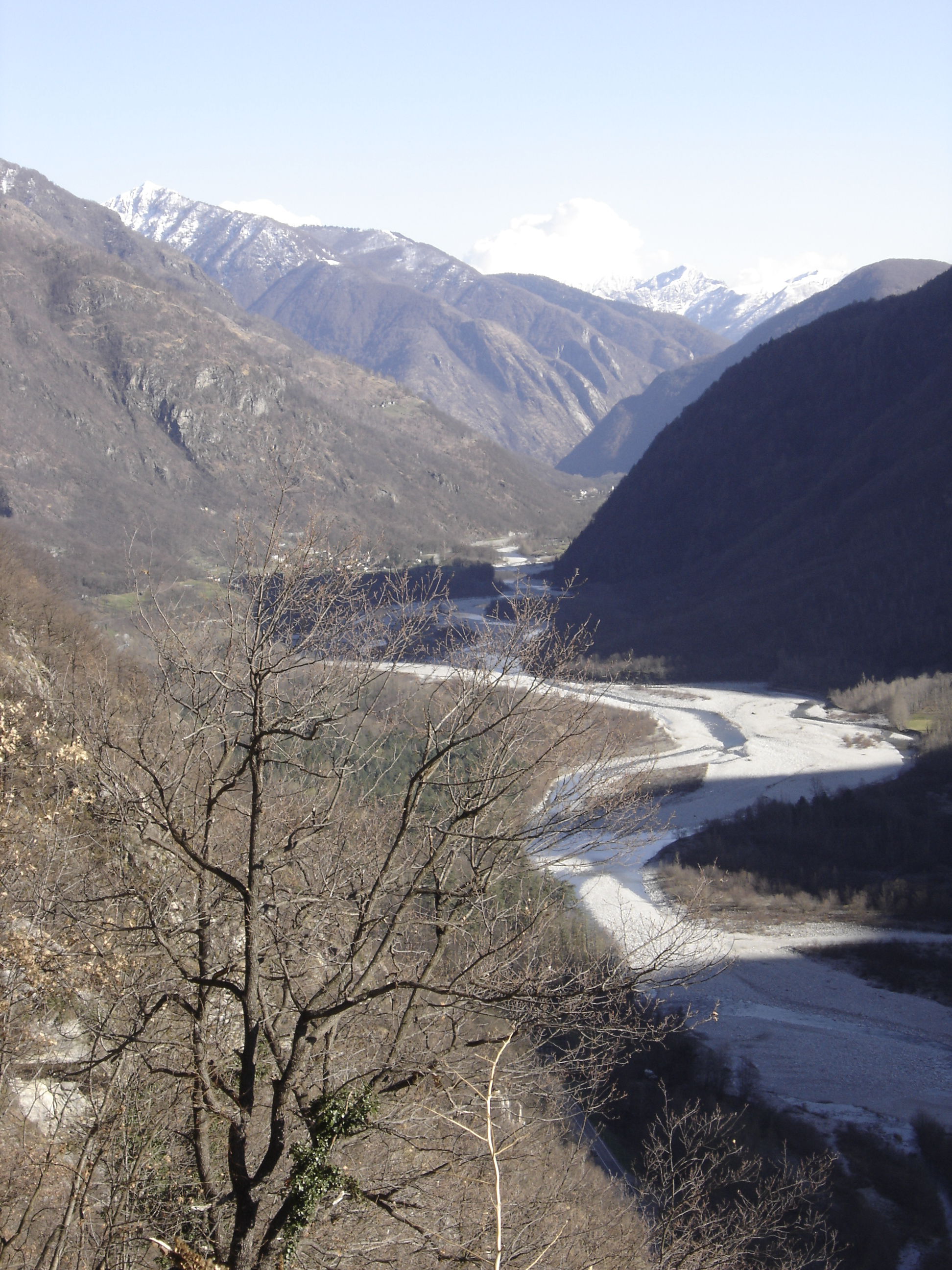

Der Talboden liegt zwischen steilen Bergflanken und ist im stark gegliederten Maggiatal unterschiedlich breit. In wenigen Abschnitten erreichen die sonst ziemlich schmale Flussniederung und damit auch das Auenschutzgebiet eine Breite von etwas mehr als einem halben Kilometer. Das Gebirgsmassiv im Zentrum der Lepontinischen Alpen ist vorwiegend aus Antigorio-Gneis aufgebaut, der an den Talflanken in oft mehrere hundert Meter hohen Felswänden aufgeschlossen ist. Das Gestein wird bei Riveo von mehreren Steinbruchbetrieben abgebaut; die umfangreichen Materialtransporte durch das Flussbett der Maggia und die Abraumhalden beeinträchtigen in diesem Gebiet die Auenlandschaft.

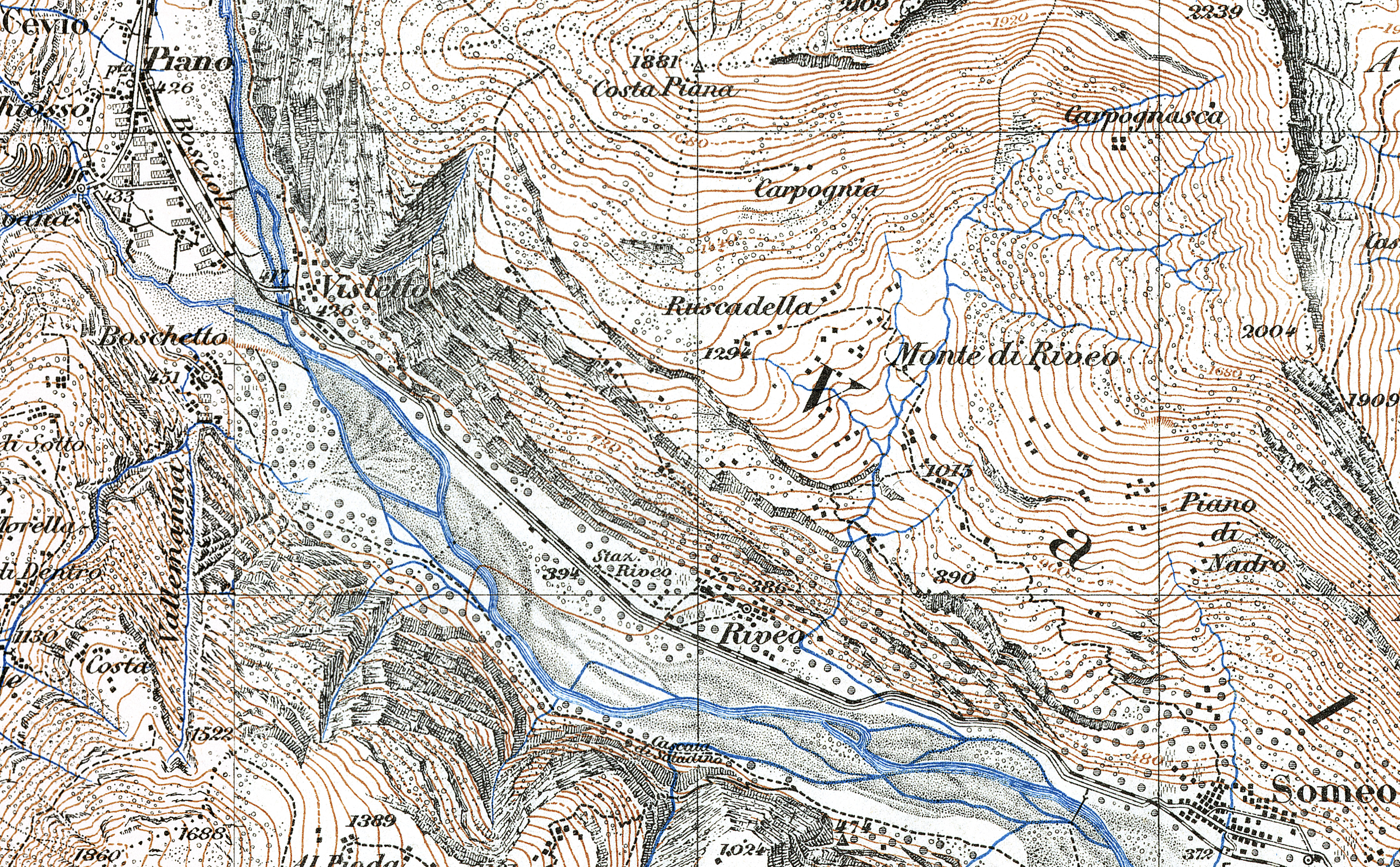
Maggiatal bei Cevio, Visletto, Riveo und Someo

Viele Wildbäche fliessen von den Bergen oft sehr steil in das Tal hinunter, wo sie in die Maggia münden; der stärkste Zufluss im Auenschutzgebiet kommt von der Rovana, dem zweitgrössten Nebenfluss der Maggia. Einige Bergbäche haben über Jahrtausende mit dem transportierten Schutt grosse Schwemmkegel auf dem Talboden gebildet. Sie vermehrten dadurch die Sedimentfracht der Maggia, die mit dem Lockermaterial aus ihrem Einzugsgebiet im Lago Maggiore ein grosses Delta aufgeschüttet hat. Die Bachschuttkegel im Tal hemmten andererseits den Abfluss der Maggia und prägten ihre Lage im Tal. Die Böden im Auenschutzgebiet bestehen überall aus Sedimenten, die einerseits von eiszeitlichen Moränen und andererseits vom Geröll der Bergbäche stammen; das vermischte Steinmaterial entspricht deshalb den überall im Einzugsgebiet der Maggia vorhandenen geologischen Schichten, die wegen der komplizierten Entstehung dieses Gebirges heterogen sind; neben dem Gneis des Maggiatals sind im Geschiebe der Flussaue auch Glimmerschiefer, Quarzit, Kalzitmarmor, Amphibolit und andere Gesteine vorhanden.
Wegen des Baus grosser Wasserkraftanlagen im Tessin, besonders des Systems der Maggia Kraftwerke, wird dem Talfluss aus seinem Einzugsgebiet eine bedeutende Menge Wasser entzogen und der Nutzung in Kraftwerkzentralen in anderen Flusstälern zugeführt. Dadurch führt die Maggia oft viel weniger Wasser als beim früheren natürlichen Abflussregime. Nur während der Schneeschmelze auf den Bergen und nach starken Niederschlägen im Gebirge fliesst noch gelegentlich sehr viel Wasser durch das Tal und kann dabei manchmal die Auenlandschaft auf natürliche Weise verändern. Bei Spitzenabflüssen führt die Maggia oft über tausend Mal mehr Wasser als beim normalen Abfluss. Bei extremen Hochwässern beschädigen die Maggia und teils auch ihre Zuflüsse Teile der Siedlungsgebiete am Rand des Talbodens und der Infrastrukturanlagen. Besonders schwere Wasserschäden entstanden zum Beispiel in den Jahren 1648, 1868, 1924 und 1978.
Die Abteilung für Natur und Landschaft des Kantons Tessin, die Gemeinde Maggia und das Centro Natura Vellemaggia haben im Auengebiet einen Naturlehrpfad eingerichtet, der über die Talzone, die Flussdynamik und die reiche Flora und Wildtierfauna in der Au, die als Naturlandschaft für den ganzen Alpenraum bedeutend ist, informiert.

## Infrastruktur
Im geschützten Flussabschnitt liegen an den höher gelegenen Randzonen 10 Ortschaften und dazu einige Weiler. Auf einigen Abschnitten wurden die Ränder der Kulturlandschaft zum Gewässerraum mit Blockverbauungen gesichert. Das Tal ist von Locarno aus mit der Hauptstrasse 407 erschlossen, die meist am östlichen Rand des Schutzgebiets verläuft und zwischen Visletto und Cevio die Maggia mit einer um 1830 gebauten Bogenbrücke überquert. Das extreme Hochwasser der Maggia am 30. Juni 2024 zerstörte die Strassenbrücke teilweise und unterbrach die Strassenverbindung in das obere Maggiatal.
Bei Visletto überspannt auch die alte Eisenfachwerkbrücke der ehemaligen Maggiatalbahn den Fluss. Und dazu gibt es im Flussabschnitt kleinere Brücken für Lokalstrassen sowie zwei lange, spektakuläre Hängebrücken für den Langsamverkehr. Mehrere  kleine Weiler an den Berghängen sind nur über Fusswege zu erreichen.

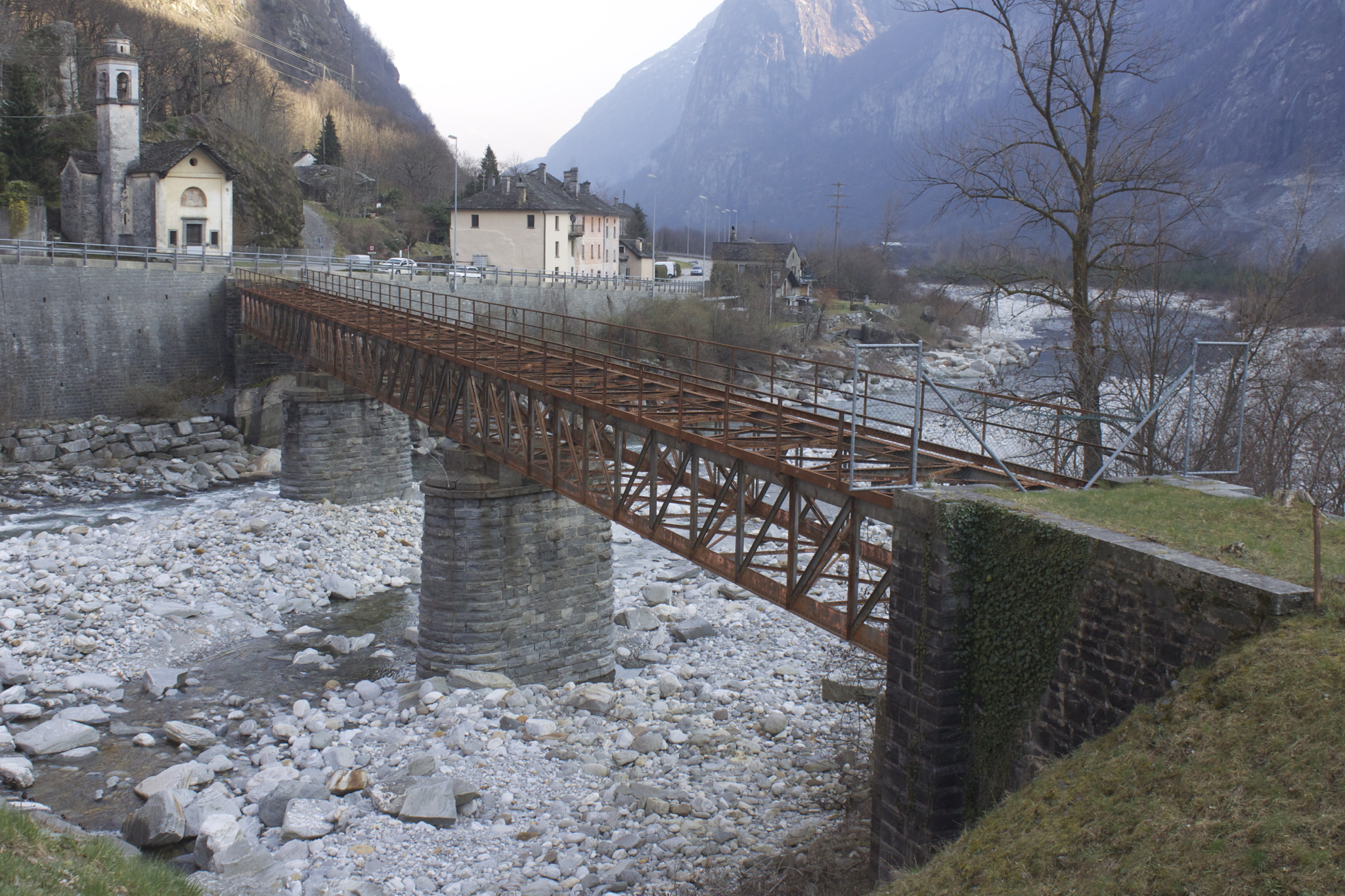
Vislettobrücke der ehemaligen Bahnlinie vor der Sanierung
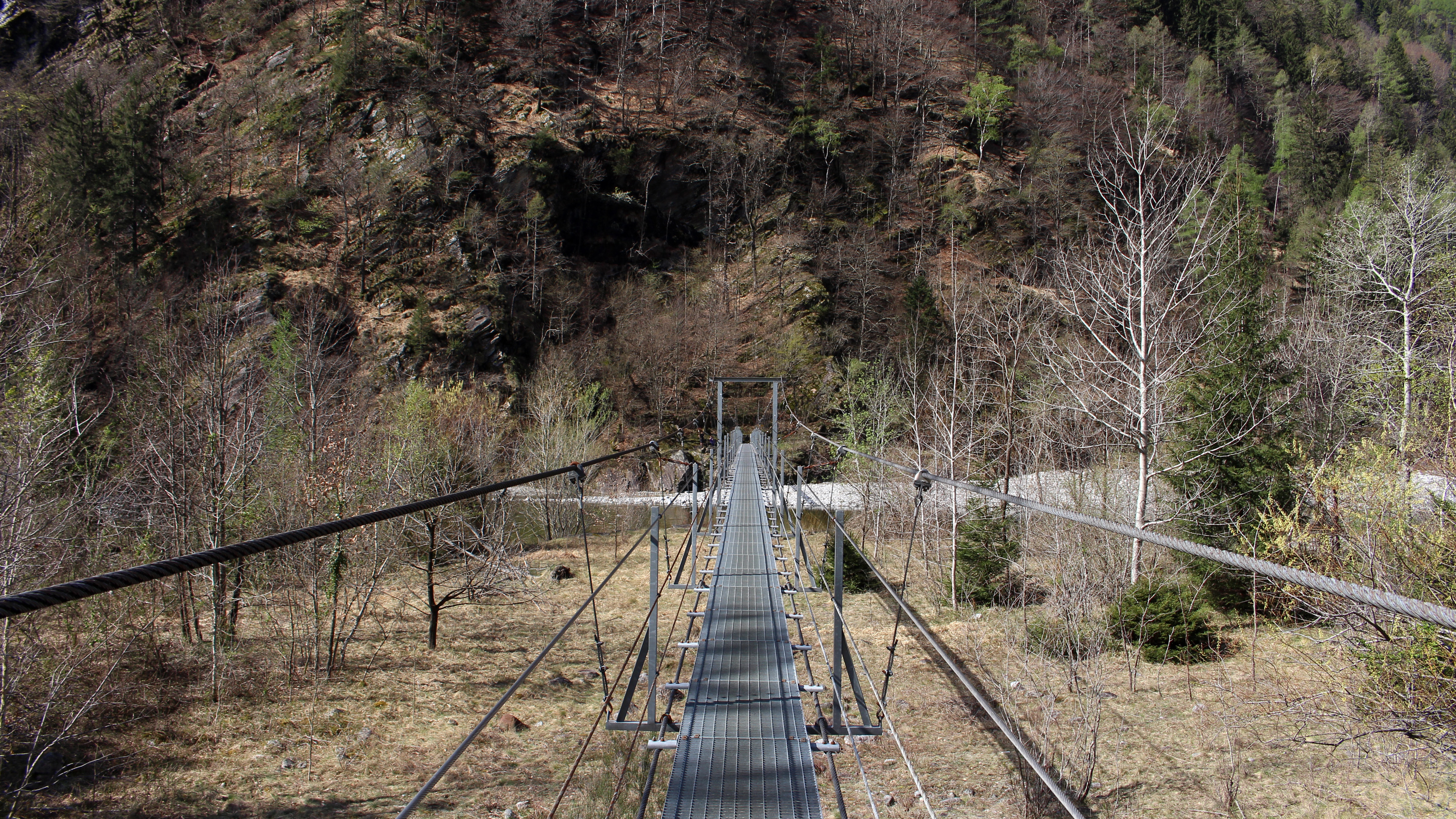
Someo-Hängebrücke